# Mont Cangyan
Le mont Cangyan (sinogrammes simplifiés : 苍岩山 ; sinogrammes traditionnels : 蒼岩山 ; pinyin : cāng yán shān ; littéralement « la montagne aux roches vert-pâle ») est un site montagneux situé dans la province chinoise du Hebei, à environ 80 km au sud-ouest de la capitale provinciale Shijiazhuang, à proximité de la frontière avec la province du Shanxi. Il forme la pointe orientale de la chaîne des monts Taihang.
Il a été rendu célèbre par le Palais suspendu, bâtiment reposant sur une arche de pierre au-dessus d'une gorge vertigineuse, qui date de la dynastie Sui.

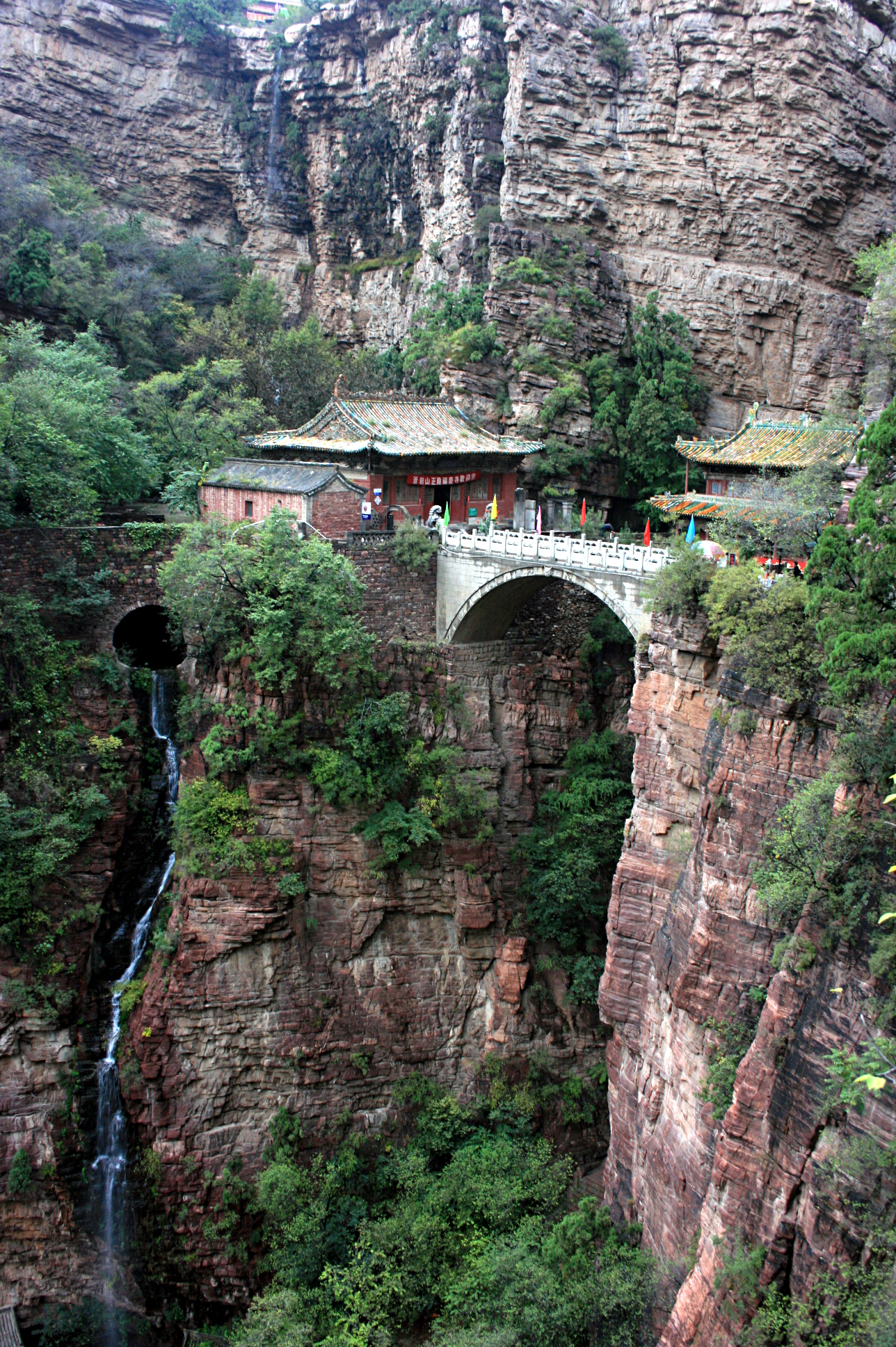